# Åkeshov
Åkeshov est un quartier du district de Bromma à Stockholm en Suède.

## Description
Åkeshov est un quartier de Västerort.
Le quartier est bordé par les quartiers d'Åkeslund, Nockebyhov, Norra Ängby et Riksby. 
Le quartier d'Åkeshov a été créé en 1926. 
En 1934, il fut rattaché à Nockebyhov, mais en 1940, il redevint un quartier indépendant.
La superficie du quartier est de 0,27 kilomètre carré.
Le château d'Åkeshov (sv) et la centre de natation et de sport d'Åkeshov (sv) sont situés dans le quartier.

## Constructions
Le quartier a été créé en 1926 et la construction de la zone des chalets d'Åkeshov a commencé en 1929. 
Le développement de Nockebyhov a été construit dans la partie sud de l'ancienne territoire de la ferme d'Åkeshov, acquise par la ville de Stockholm en 1904. 
Il s'agissait d'une zone de chalets plus grande avec environ 200 maisons situées du côté nord de Drottningholmsvägen, qui a été construite dans les années 1930. 
Sur la colline à l'est du château d'Åkeshov, dans le quartier, se trouve un groupe de bâtiments résidentiels construits dans le cadre de la création de Riksby en 1938-1943. 
En 1940, les dernières villas ont été construites.
La première station d'épuration de la ville de Stockholm, à Åkeshov, a été mise en service en 1934. 
Le quartier comprend l'ancien château d'Åkeshov avec le grand parc et des parties de la réserve naturelle de Judarskogen (sv).
Åkeshov abrite une piscine. À côté de la piscine se trouve l'école primaire Nya Elementar, qui a déménagé de Hötorget à Åkeshov à la fin des années 1940.

## Galerie

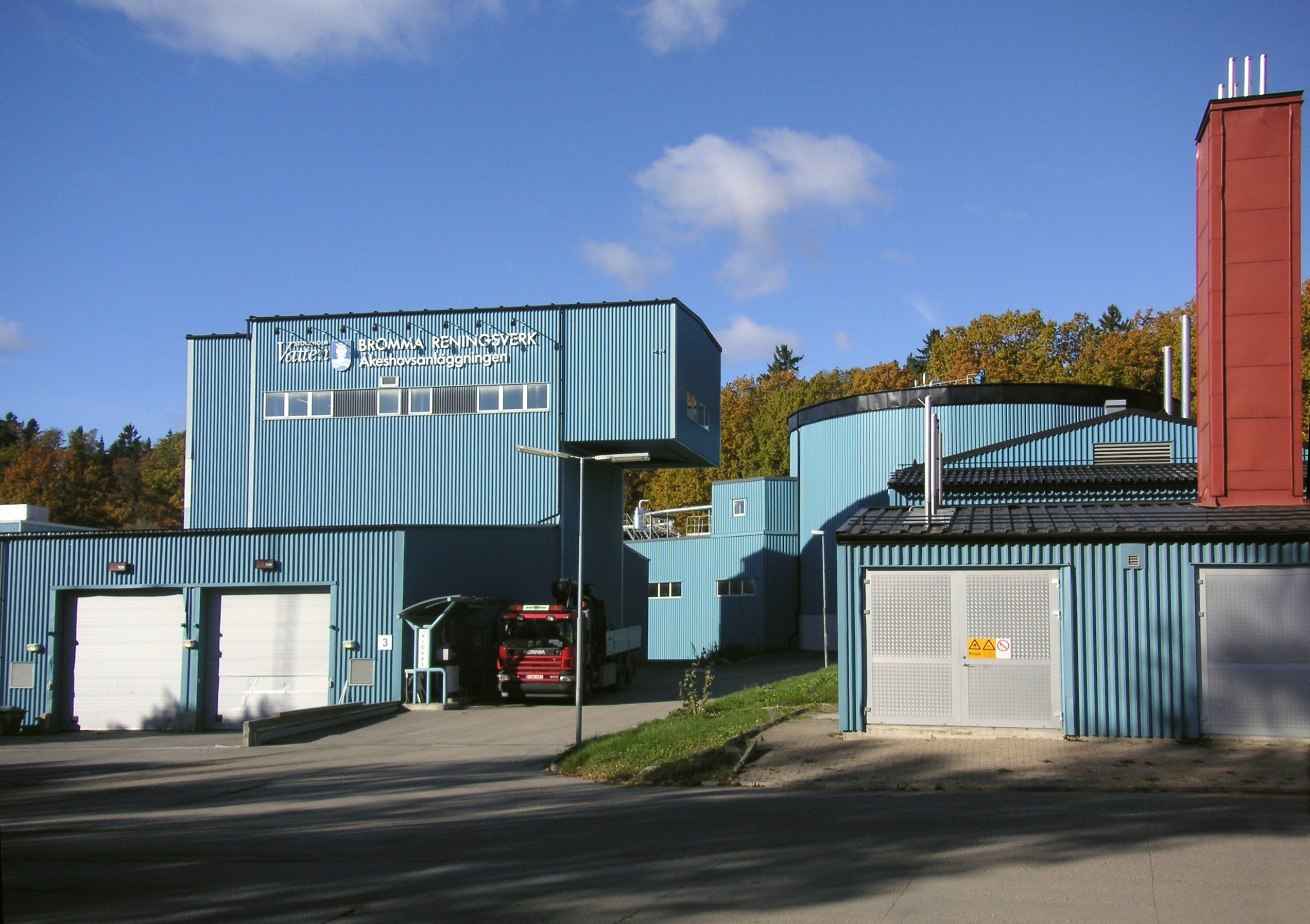
Åkeshovsanlagen.
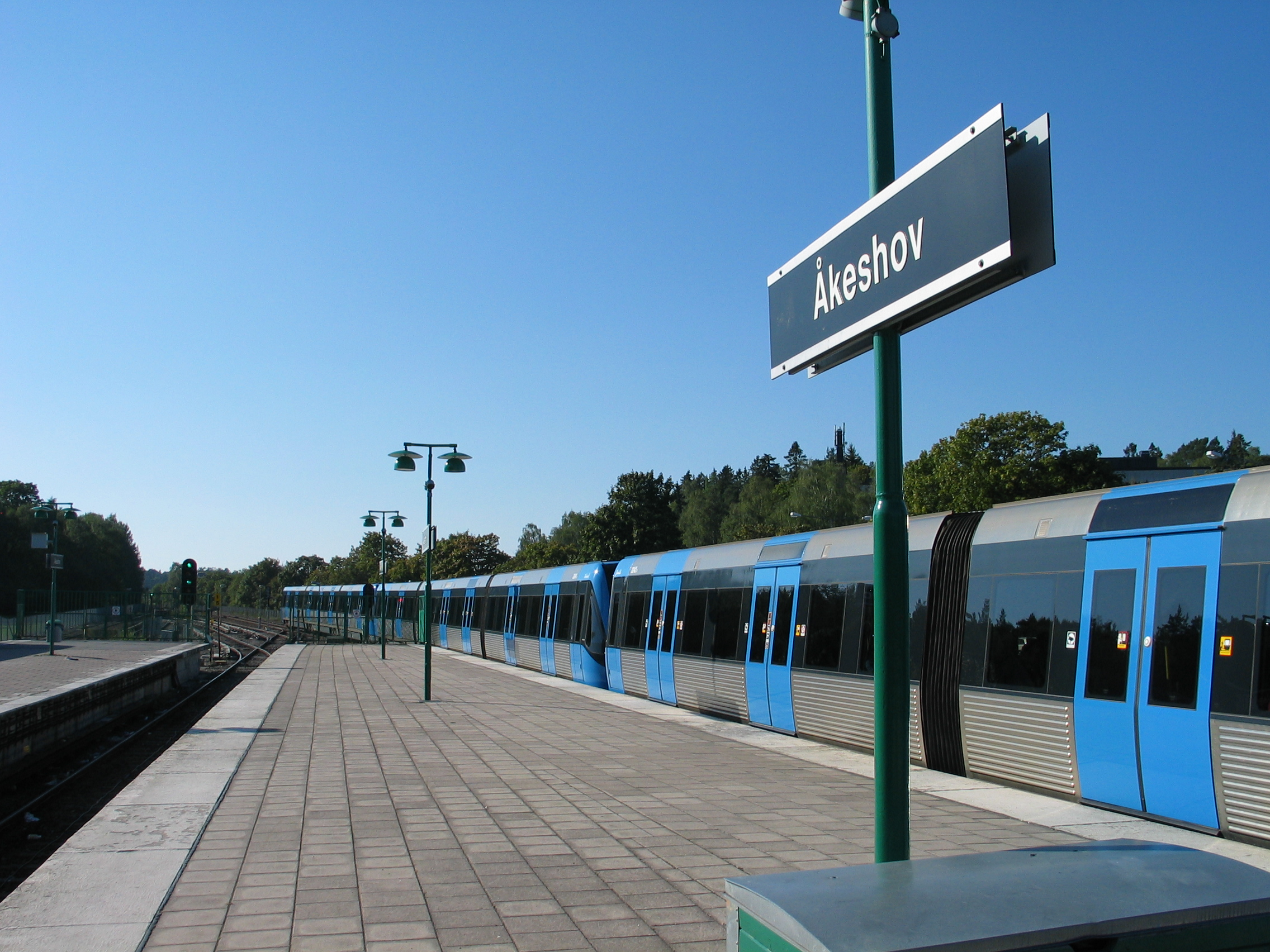
Station de métro Åkeshov.
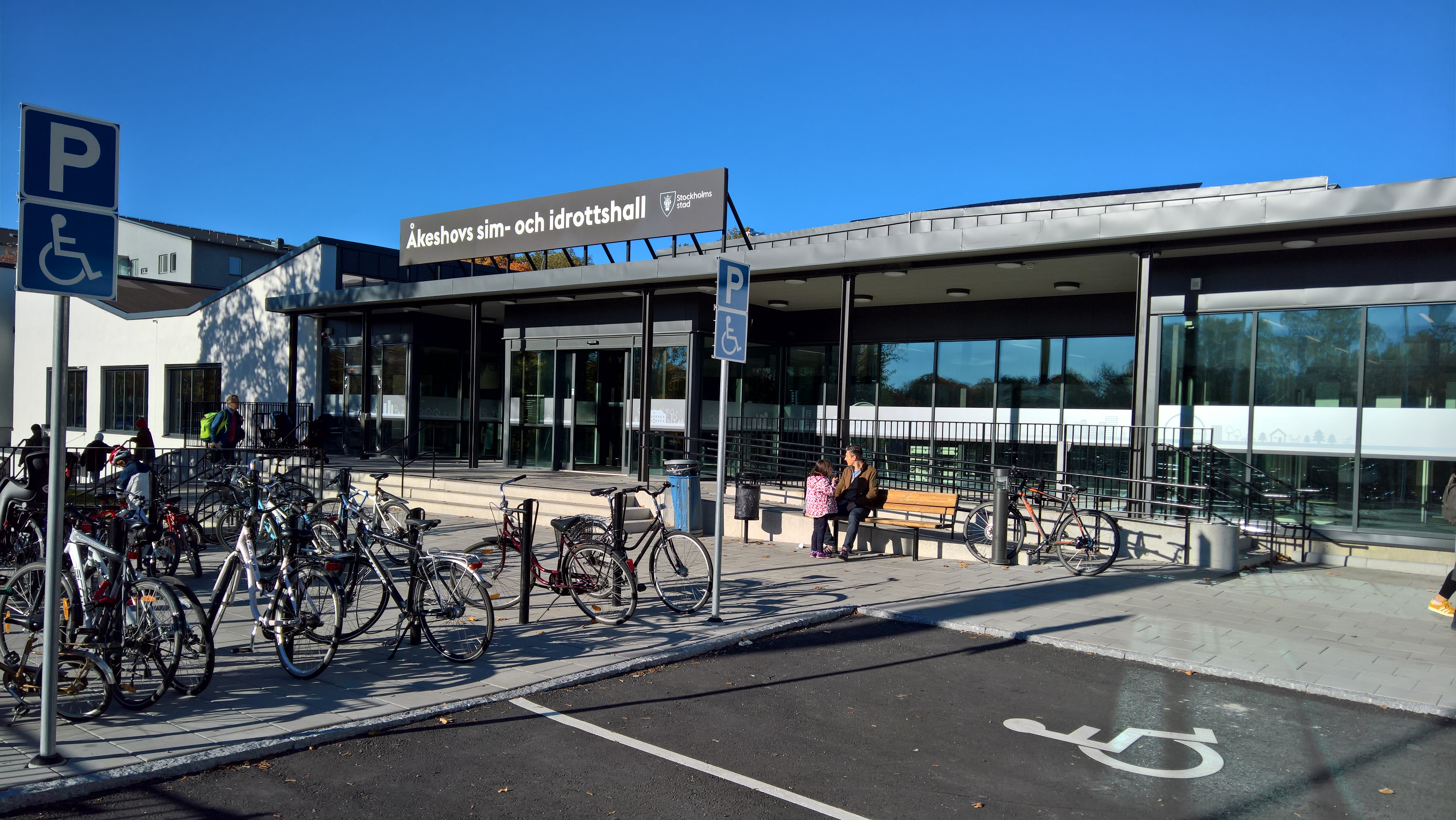
Centre de natation et de sport..
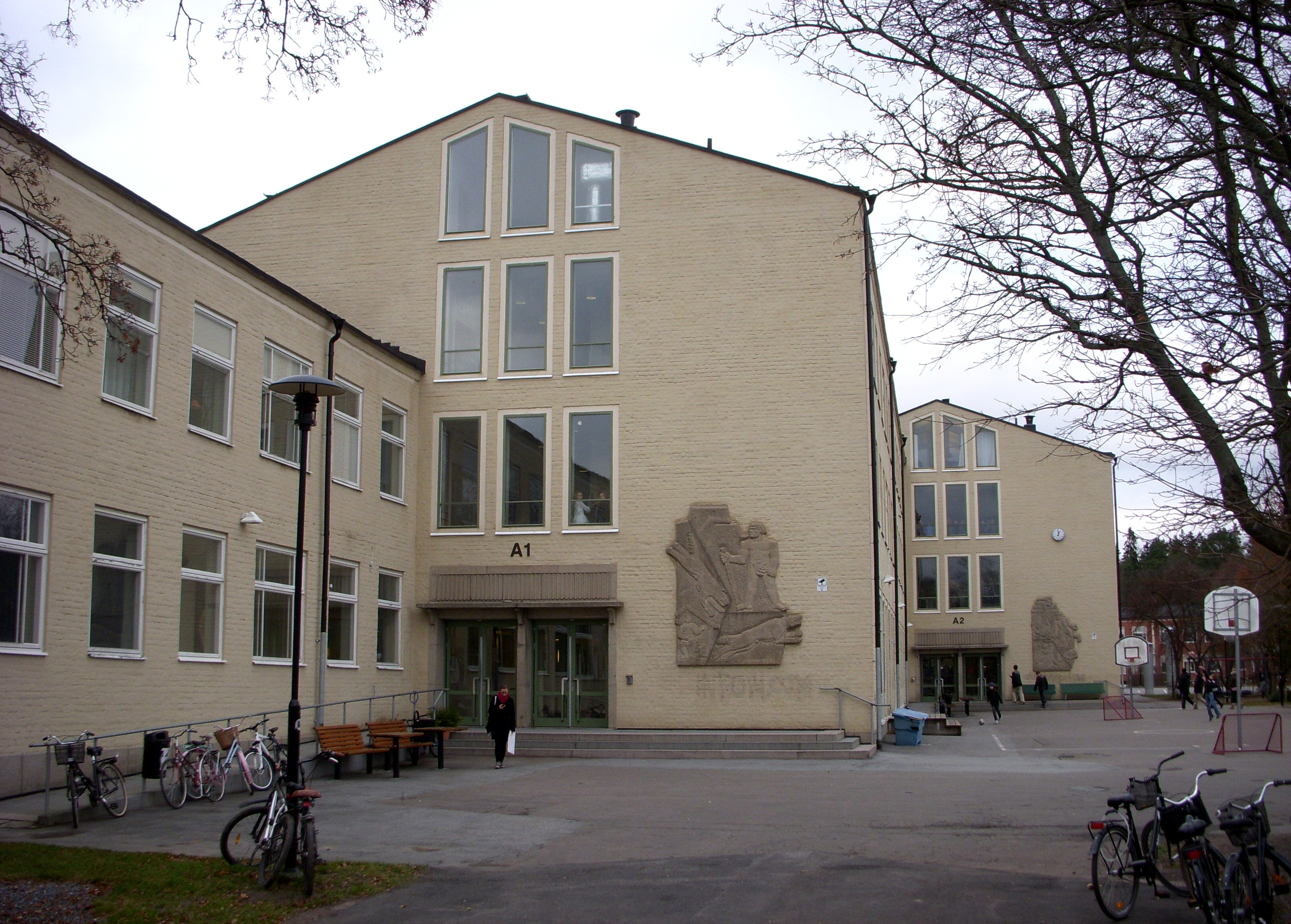
École Nya Elementar.

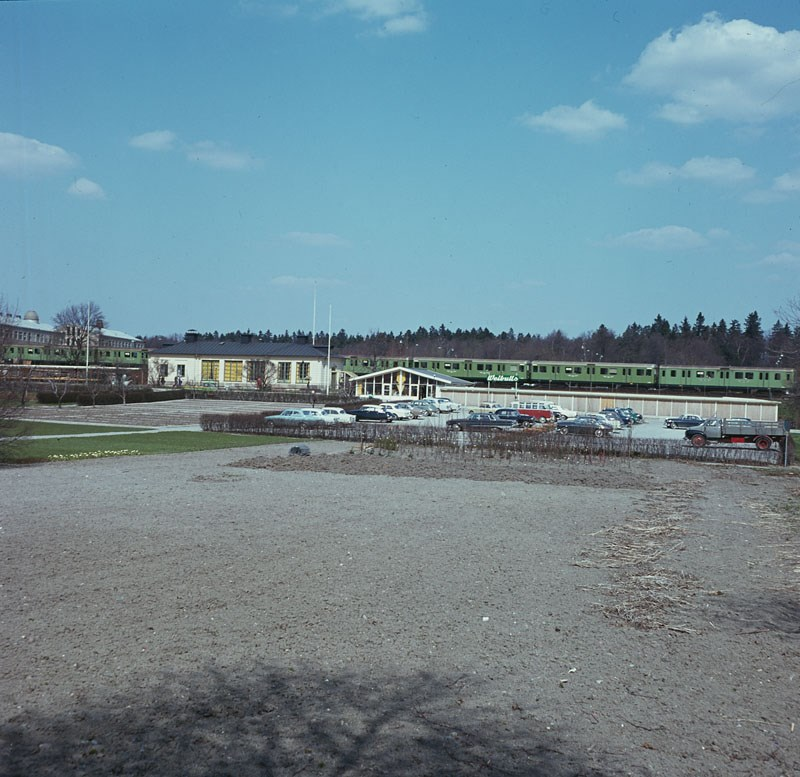
Handelsträdgården.
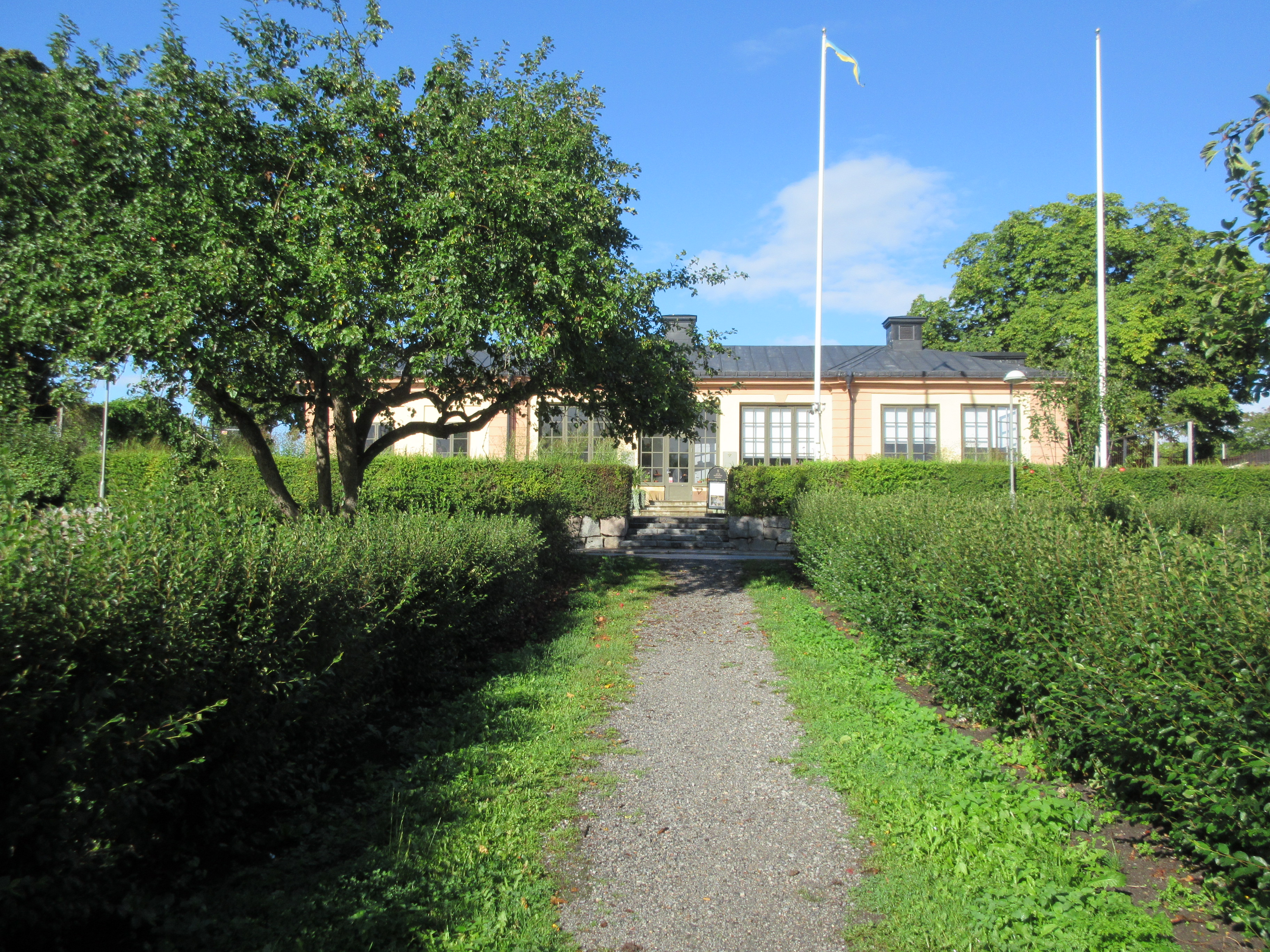
L'Orangerie construit dans les années 1730.
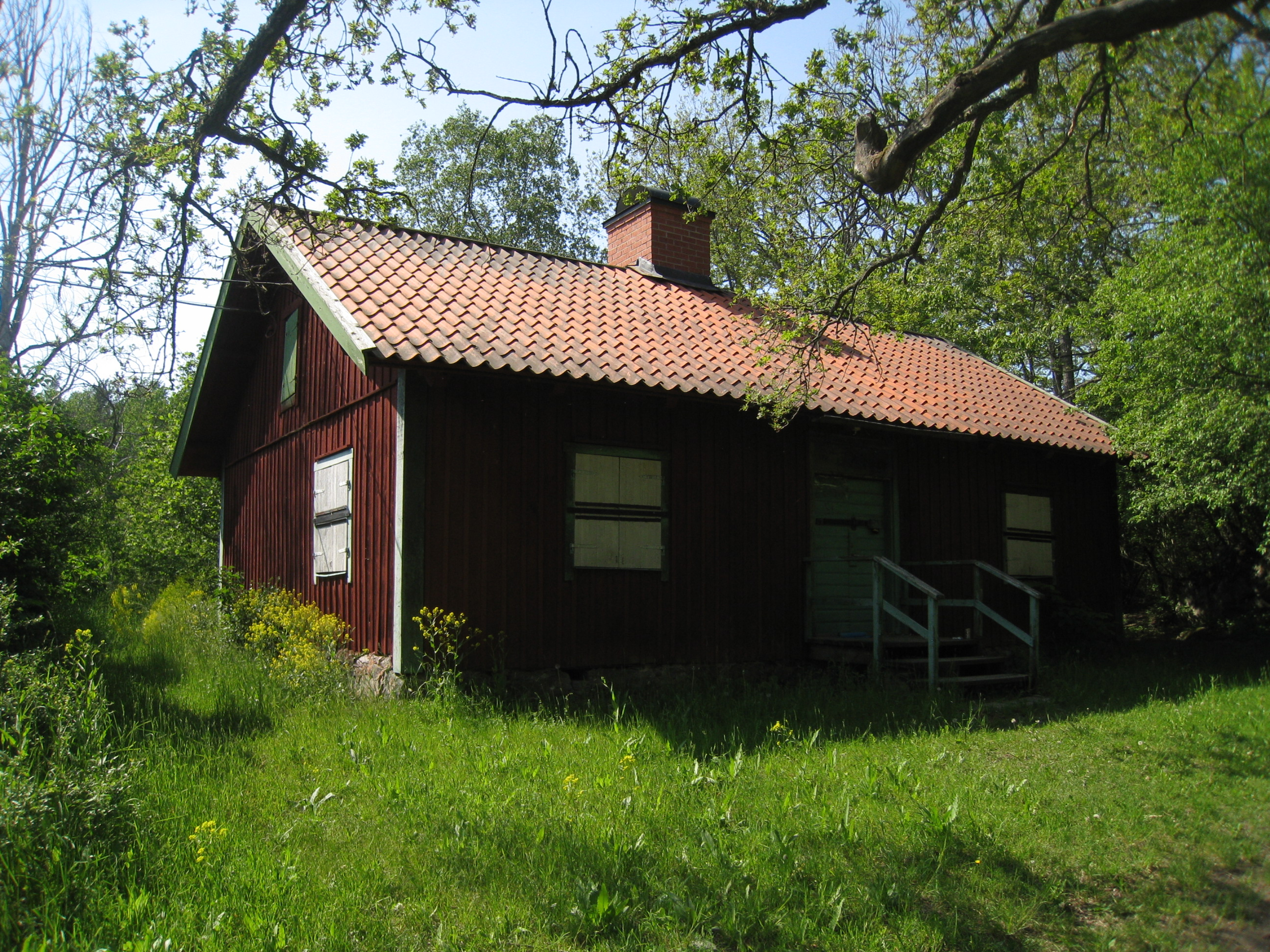
La maison de forgeron d'Åkeshov.
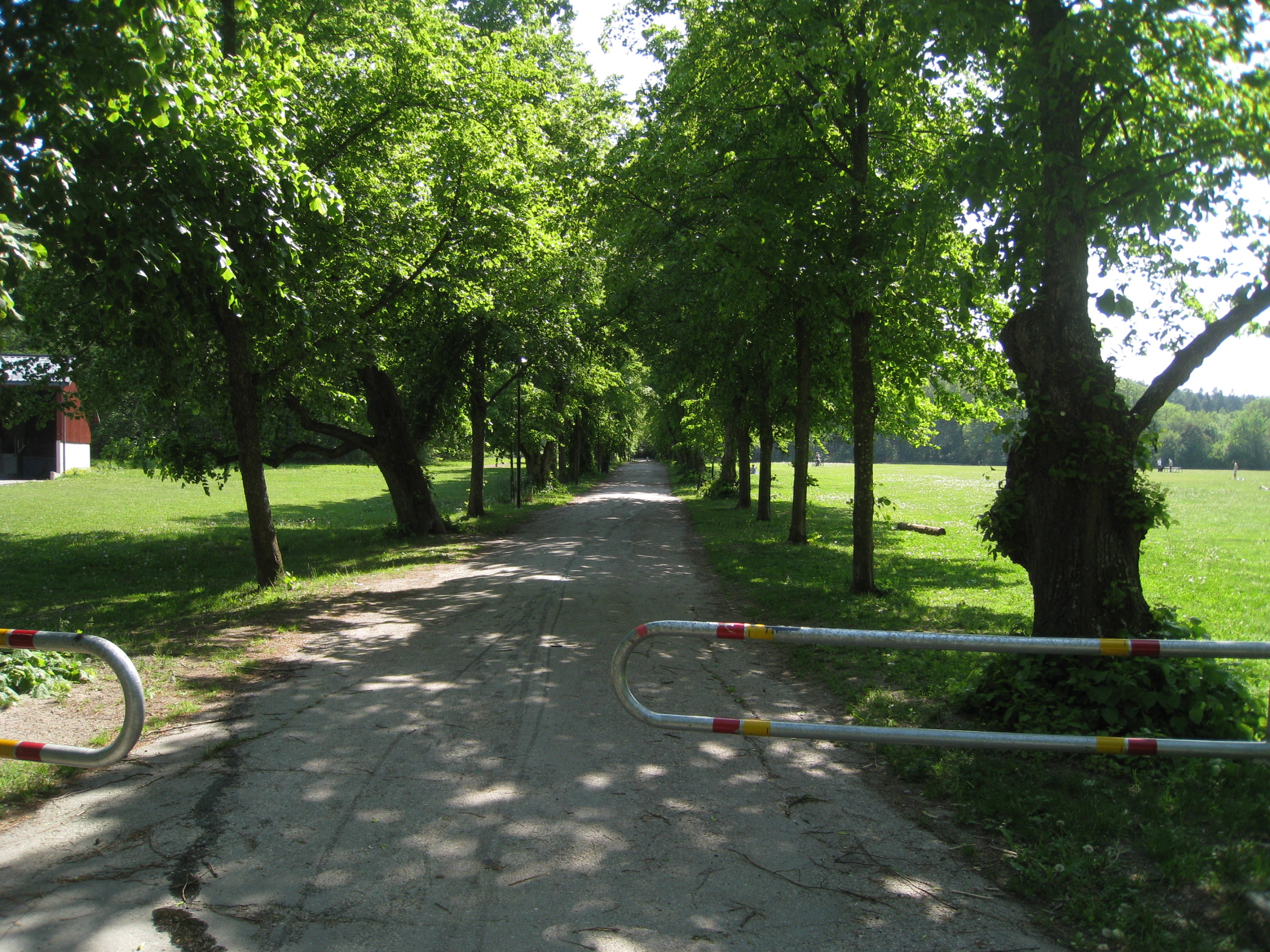
L'avenue au sud du château d'Åkeshov.